# Abraham Essenfeld

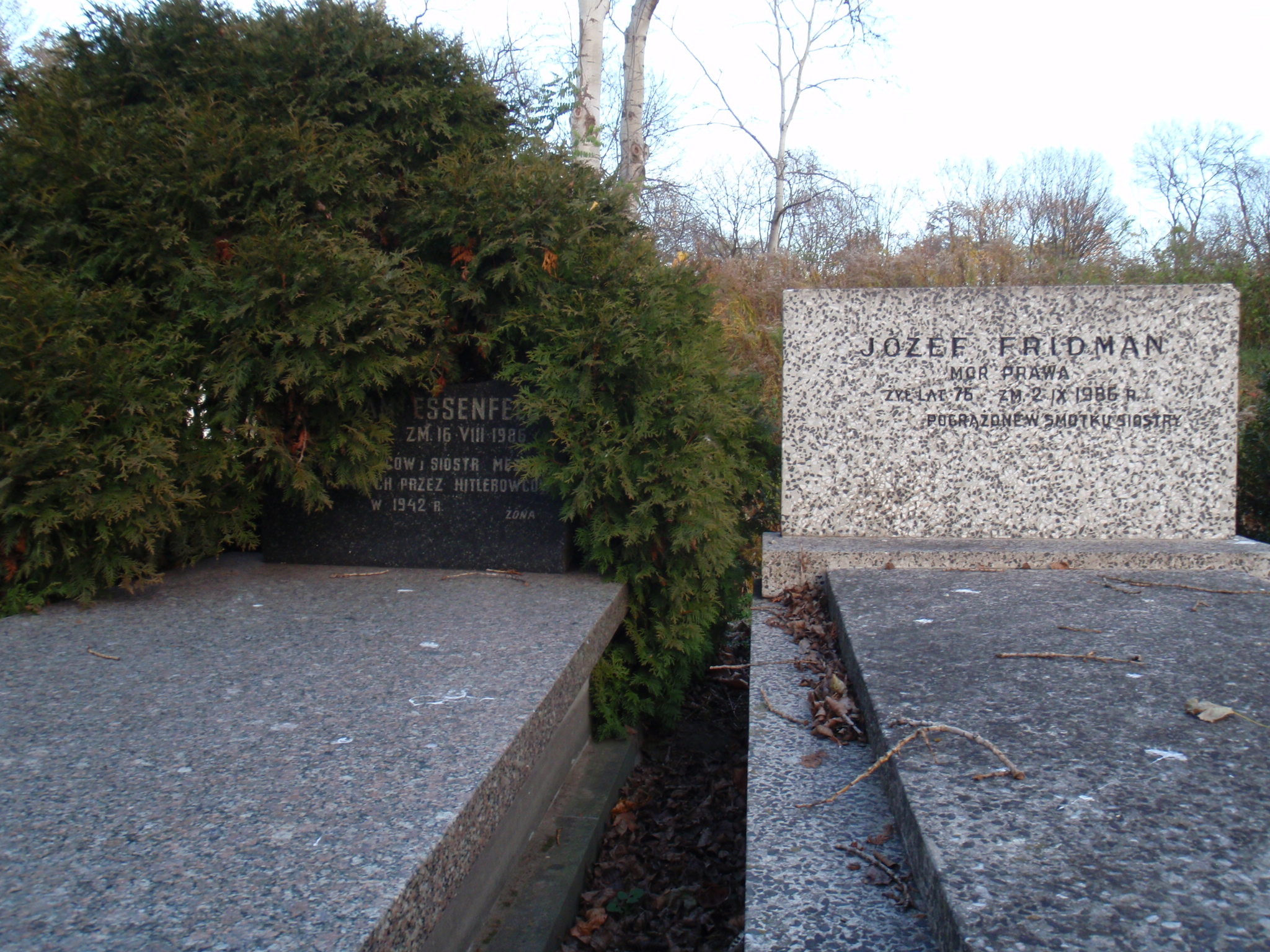
Grób Abrahama Essenfelda na cmentarzu żydowskim w Warszawie (po lewej)

Abraham Essenfeld (ur. 31 października 1919 w Jagielnicy, zm. 16 sierpnia 1986 w Warszawie) – polski działacz kombatancki żydowskiego pochodzenia.

## Życiorys
Urodził się w Jagielnicy w rodzinie żydowskiej, jako syn Szulima i Sabiny. Z zawodu był buchalterem. Podczas II wojny światowej walczył w stopniu kapitana w szeregach Armii Czerwonej pod Moskwą, Stalingradem i Warszawą. Został ciężko ranny w nogi.
Od 1946 mieszkał we Wrocławiu, gdzie od sierpnia tego samego roku był kierownikiem referatu inwalidzkiego Wojewódzkiego Komitetu Żydowskiego i wiceprzewodniczącym Związku Inwalidów Wojennych. Przez wiele lat zasiadał w Zarządzie Wojewódzkim we Wrocławiu i Zarządzie Głównym Związku Żydów byłych Uczestników Walki Zbrojnej z Faszyzmem. Od 1949 członek Związku Bojowników o Wolność i Demokrację. W latach 50. przeprowadził się do Warszawy, gdzie pracował jako urzędnik w Najwyższej Izbie Kontroli. Był członkiem PPR i PZPR.
Odznaczony m.in. Krzyżem Kawalerskim Orderu Odrodzenia Polski. Pochowany jest na cmentarzu żydowskim przy ulicy Okopowej w Warszawie (kwatera 2).